# 도쿄 엠마뉴엘 부인
《도쿄 엠마뉴엘 부인》(東京エマニエル夫人: Emmanuelle In Tokyo)은 일본에서 제작된 카토 아키라 감독의 1976년 영화이다. 히로세 카츠노리 등이 주연으로 출연하였다.

## 출연

### 주연
- 히로세 카츠노리
- 마이누 미츠야소
- 오타니 미도리
- 타구치 쿠미